# Super Bowl XLIX
Il Super Bowl XLIX è stata la 49ª edizione del Super Bowl, la finale del campionato della National Football League. Si è disputata il 1º febbraio 2015 allo University of Phoenix Stadium di Glendale, in Arizona, casa degli Arizona Cardinals. I campioni della American Football Conference (AFC), i New England Patriots, batterono quella della National Football Conference (NFC), i Seattle Seahawks, per 28-24, conquistando il loro quarto titolo. Il quarterback dei Patriots Tom Brady fu nominato MVP dopo un record dell'evento di 37 passaggi completati su 50 tentativi, per 328 yard, quattro touchdown e due intercetti subiti.
La partita rimase sempre combattuta, con Seattle che si portò in vantaggio di 10 punti durante il terzo quarto. New England rispose mettendo a segno 14 punti durante il quarto periodo, andando in vantaggio per 28 a 24 con soli due minuti rimasti. Il finale fu memorabile, con Seattle in attacco, sulla linea di 1 yard di New England, in posizione di segnare il touchdown per la vittoria, ma il lancio di Russell Wilson fu intercettato dal cornerback dei Patriots Malcolm Butler. Questo intercetto è considerato tra i più importanti della storia della NFL, mentre la decisione di Seattle di effettuare un passaggio anziché una corsa è considerata una delle peggiori. 
Fu il secondo Super Bowl ospitato in questo stadio dopo il Super Bowl XLII svoltosi il 3 febbraio 2008 e il terzo ad avere luogo nell'area metropolitana di Phoenix dopo il Super Bowl XXX giocato al Sun Devil Stadium di Tempe il 28 gennaio 1996. Per la seconda stagione consecutiva, ma solamente la terza nelle ultime ventuno, le squadre col miglior record delle due conference si incontrarono nella partita. Fu la prima volta negli ultimi dieci anni che una squadra si qualificò per due Super Bowl consecutivi, da quando i Patriots disputarono i Super Bowl XXXVIII e XXXIX nel 2003 e 2004, rispettivamente. A riuscirvi sono stati i Seahawks, campioni in carica avendo battuto i Denver Broncos nel Super Bowl XLVIII nel 2013, mentre per i New England Patriots si trattò dell'ottava partecipazione al Super Bowl, la prima dopo la sconfitta contro i New York Giants nel Super Bowl XLVI nel 2011. I Patriots raggiunsero così i Dallas Cowboys e i Pittsburgh Steelers per il maggior numero di partecipazioni complessive.

## Processo di selezione dello stadio

### Il piano iniziale: Kansas City come città ospitante
I proprietari delle franchigie NFL votarono nel novembre 2005 di assegnare il Super Bowl XLIX a Kansas City, in onore del proprietario dei Kansas City Chiefs Lamar Hunt, fondatore dell'AFL. L'allora commissioner NFL Paul Tagliabue annunciò ufficialmente il 5 marzo 2006 che Kansas City avrebbe ospitato il Super Bowl XLIX. Tuttavia, l'organizzazione dell'evento era legata all'approvazione di due tasse nella contea di Jackson County nel Missouri, che sarebbe dovuta avvenire il 4 aprile 2006.
La prima tassa, atta a reperire i fondi per i lavori di miglioramento dell'Arrowhead Stadium e del vicino Kauffman Stadium fu approvata col 53% di voti a favore, mentre la seconda tassa, destinata a finanziare la costruzione di un tetto retrattile tra i due stadi, fu respinta con solo il 48% di voti favorevoli. In seguito alla mancata approvazione di entrambe le tasse, il 25 maggio 2006 Hunt e i Chiefs annunciarono il ritiro della candidatura ad ospitare la manifestazione.

### Assegnazione definitiva

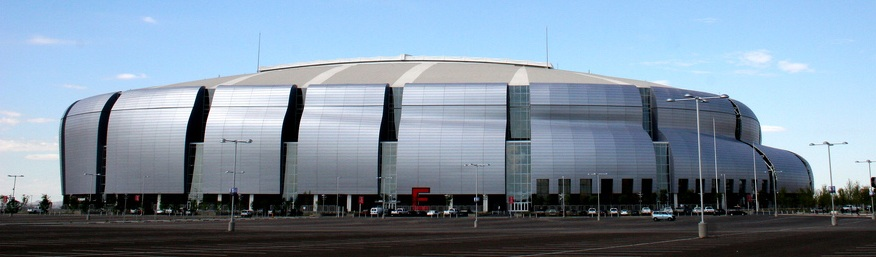
Lo University of Phoenix Stadium di Glendale, in Arizona, fu infine scelto per ospitare la finale

Dopo il fallimento della candidatura di Kansas City, altri tre stadi si offrirono di ospitare il Super Bowl XLIX:
- Raymond James Stadium – Tampa (Florida)[5]
- Sun Life Stadium – Miami Gardens, Florida[5]
- University of Phoenix Stadium – Glendale (Arizona)[6]

Miami e Tampa presentarono entrambe la loro candidatura dopo aver fallito l'obiettivo di aggiudicarsi il Super Bowl XLVIII, assegnato al MetLife Stadium di East Rutherford, nel New Jersey. Arizona aveva invece rinunciato al Super Bowl XLVIII per concentrare la sua candidatura su quello successivo.
Nell'aprile del 2011 il portavoce della NFL Greg Aiello confermò che Tampa e Arizona erano state scelte come finaliste. L'11 ottobre 2011 la NFL annunciò che il Super Bowl XLIX si sarebbe giocato allo University of Phoenix Stadium di Glendale.

## Squadre

### New England Patriots
I New England Patriots ebbero una partenza lenta nel 2014, iniziando con 2 vittorie e 2 sconfitte, incluso un umiliante 42-14 subito nella settimana 4 dai Kansas City Chiefs. In quel momento della stagione, i Patriots furono pesantemente criticati dalla stampa media, in particolare il quarterback Tom Brady. L'ex Patriot e compagno di squadra Rodney Harrison dichiarò che Brady "sembrava spaventato a morte" e che "non aveva alcuna fiducia nella sua linea offensiva". Tuttavia, New England si riprese con una vittoria per 43-17 sui Cincinnati Bengals la settimana seguente, perdendo solamente due gare nel resto dell'anno, concludendo con un record di 12-4 e il miglior record della AFC. New England si classificò al quarto posto per punti segnati (468) e ottava nel minor numero di punti subiti (313).
Brady, al suo quattordicesimo anno come titolare, ebbe un'altra stagione di alto livello, venendo convocato per il suo decimo Pro Bowl dopo avere passato 4.109 yard e 33 touchdown, con otto intercetti. Il suo miglior ricevitore fu il tight end pro bowler Rob Gronkowski, che ricevette 82 passaggi per 1.124 yard e 12 touchdown, assieme al wide receiver Brandon LaFell, che terminò con 74 ricezioni per 954 yard e sette marcature. Il versatile Julian Edelman fu un altro dei giocatori chiave dell'attacco, con 92 ricezioni per 974 yard e 4 touchdown. Il running back Jonas Gray fu il miglior corridore della squadra con 412 yard conquistate, mentre Stevan Ridley terminò con 340 yard e Shane Vereen con 391. Negli special team, il kicker Stephen Gostkowski fu convocato per il suo terzo Pro Bowl, diventando il terzo giocatore della storia a guidare la NFL in punti segnati per quattro volte, terminando con 35 su 37 nei field goal (94,6%) e 156 punti. Matthew Slater fu convocato per il suo quarto Pro Bowl come membro degli special team.
La linea difensiva dei Patriots fu guidata dal cinque volte Pro Bowler Vince Wilfork e dal defensive end Rob Ninkovich, che misero a segno 8 sack. Dietro di loro, il linebacker Jamie Collins guidò la squadra in placcaggi (116) e fumble forzati (4), intercettando anche due passaggi. Il linebacker Dont'a Hightower diede anch'egli il suo contributo con 89 tackle e 6 sack. La linea secondaria fu guidata dal cornerback All-Pro Darrelle Revis, assieme a Logan Ryan e alla safety Devin McCourty, ognuno dei quali terminò con 2 intercetti.

### Seattle Seahawks
Anche se i Seahawks raggiunsero il loro secondo Super Bowl consecutivo, la loro stagione partì lentamente, proprio come quella di New England, ritrovandosi su un record di 3 vittorie e 3 sconfitte dopo sei partite. Ad ogni modo, da quel momento vinsero 7 delle ultime 8 partite, non concedendo alcun touchdown agli avversari in cinque di esse. La stagione regolare si concluse così con un bilancio di 12-4, giungendo ai playoff col primo posto nel tabellone della conference. La loro difesa si classifico al primo posto nella lega per il minor numero di punti subiti (254), mentre l'attacco perse un minimo della lega di 14 palloni, classificandosi primo in yard corse (2.762).
Il quarterback Russell Wilson fu al timone dell'attacco, completando il 63,1% dei suoi passaggi per 3.475 yard e 20 touchdown, con sette intercetti subiti, oltre a guidare tutti i quarterback con 849 yard corse e altri sei TD su corsa. Il miglior ricevitore della squadra fu Doug Baldwin, che ricevette 66 passaggi per 825 yard e 3 touchdown. Jermaine Kearse fu un altro bersaglio affidabile, con 38 ricezioni per 537 yard, mentre il tight end Luke Willson ne ricevette 22 per 362 yard. Il running back Marshawn Lynch fu convocato per il suo quinto Pro Bowl, classificandosi al quarto posto nella NFL con 1.306 corse e al primo in touchdown su corsa (13) e totali (17). Per quanto riguarda gli special team, il kicker Steven Hauschka si classificò al quarto posto nella NFL con 134 punti segnati, trasformando 31 field goal su 37 (83,8%)
Il defensive end Michael Bennett fu l'ancora della linea difensiva di Seattle, guidando la squadra con 7 sack, mentre il compagno Bruce Irvin ne mise a segno 6,5, oltre a intercettare due passaggi che ritornò entrambi in touchdown. Alle loro spalle, i linebacker K.J. Wright e il Pro Bowler Bobby Wagner terminarono con 211 tackle complessivi (107 per Wright, 104 per Wagner), con Wright che forzò anche 3 fumble. Il punto di forza della difesa rimase comunque la sua linea secondaria, conosciuta come "Legion of Boom", che mandò tre dei suoi quattro titolari al Pro Bowl per il secondo anno consecutivo: il cornerback Richard Sherman, la free safety Earl Thomas e la strong safety Kam Chancellor. Sherman guidò la squadra con quattro intercetti, mentre Thomas ebbe 97 tackle e 4 fumble forzati. Chancellor terminò con 78 tackle e 6 passaggi deviati.

## Playoff
Il 10 gennaio 2015, nel divisional round dei playoff, i Patriots batterono i Baltimore Ravens per 35-31 malgrado l'essere stati in svantaggio di 14 punti in due diversi momenti della partita, avanzando alla finale della AFC, dove superarono con un secco 45-7 gli Indianapolis Colts. Tom Brady divenne così il primo quarterback della storia a guidare la sua squadra a sei Super Bowl. Dopo la partita, i Colts accusarono i Patriots di avere intenzionalmente sgonfiato i propri palloni per favorire la presa del proprio quarterback, una pratica vietata. I risultati dello scandalo, divenuto noto come Deflategate, furono pubblicati dalla NFL il 6 maggio 2015. Cinque giorni dopo, la lega sospese Brady per le prime quattro partite della stagione 2015, multò i Patriots di un milione di dollari e revocò loro la scelta del primo giro del Draft NFL 2016 e la scelta del quarto giro del Draft NFL 2017.
Nel divisional round, Seattle ospitò i Carolina Panthers battendoli per 31-17 e qualificandosi per la seconda finale della NFC consecutiva. Il 18 gennaio 2015 contro i Green Bay Packers, i campioni in carica conclusero la prima frazione di gioco in svantaggio per 16-0. Con Green Bay in vantaggio per 19-7 e tre minuti al termine della partita, Wilson segnò un touchdown su corsa, accorciando il punteggio sul 19-14. Dopo che Chris Matthews recuperò con successo un onside kick, Lynch segnò un touchdown su corsa e la seguente conversione da 2 punti portò Seattle a un vantaggio di 22-19. I Packers pareggiarono con un field goal a 15 secondi dal termine, mandando la gara ai supplementari. Lì i Seahawks vinsero il lancio della monetina ed ebbero la possibilità di partire col primo possesso. Wilson guidò i suoi con drive da 80 yard, concluso col passaggio da touchdown della vittoria da 35 yard per Kearse.

## Note pre-partita

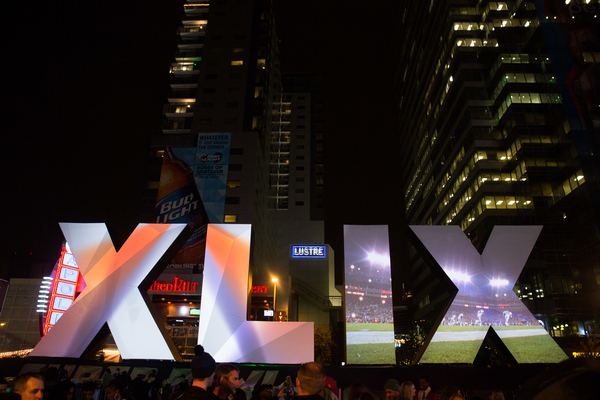
Le decorazioni per il Super Bowl nel centro di Phoenix.

## Halftime Show

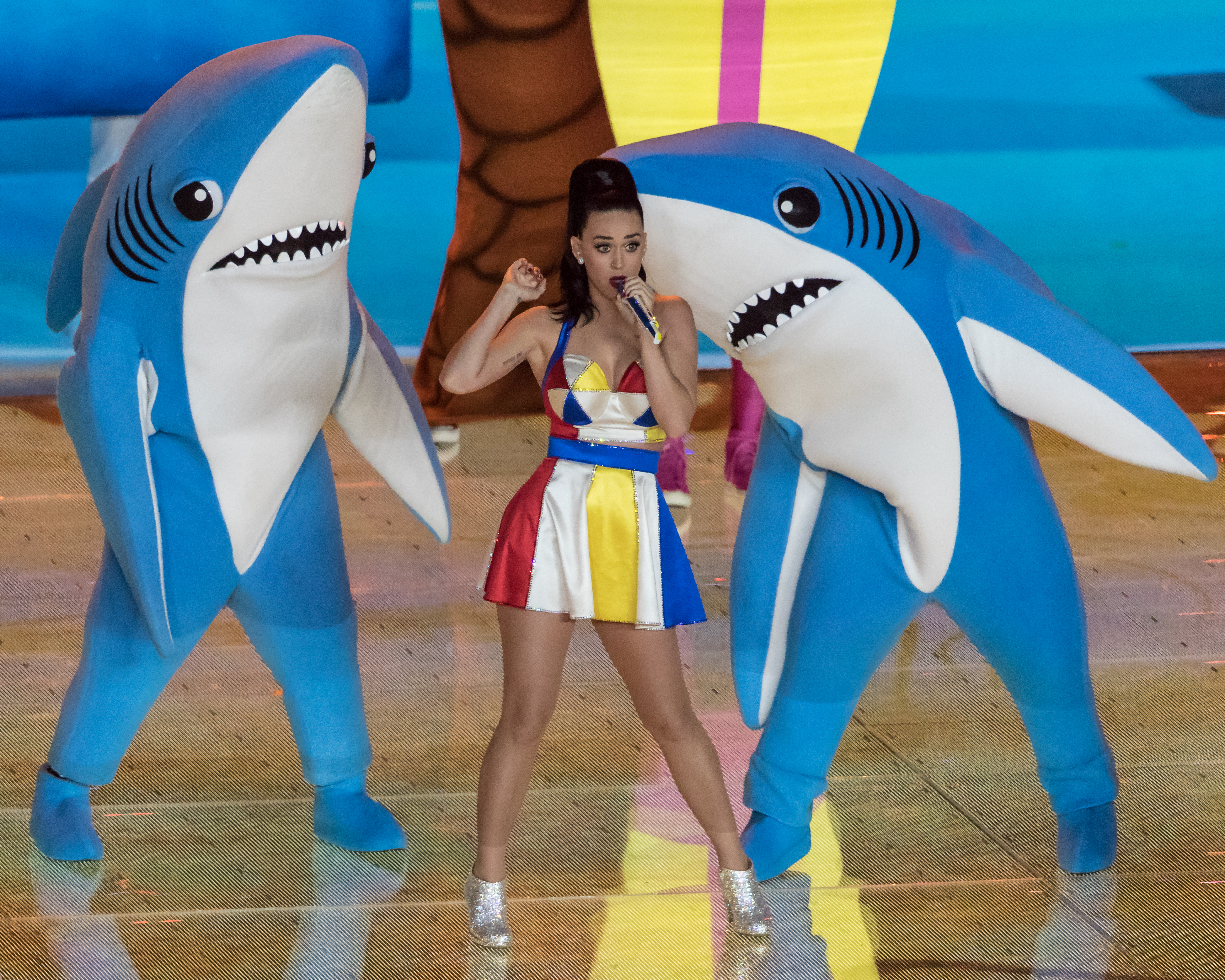
Katy Perry durante lo spettacolo di metà gara